# شمعدانی (سرده)
شمعدانی، سوزن چوپان (نام علمی: Geranium) نام یک سرده از تیره شمعدانیان است.
جنس شمعدانی شامل ۴۲۲ گونه است و شامل گیاهان یک ساله دوساله و چند ساله است
آنها را می‌توان در سراسر مناطق معتدل جهان و کوه‌های استوایی یافت اما اغلب در بخش شرقی منطق مدیترانه یافت می‌شوند.
آنها طویل اند و برگهای آنها به فرم دایره‌ای است
گلها دارای ۵ گلبرگ و در رنگ‌های سفید صورتی و آبی می‌باشد.
شمعدانی تا زمانی که از آب اشباع نشده باشد در هر خاکی می‌تواند رشد کند.
تکثیر با استفاده از قلمه در تابستان و با کمک بذر و تقسیم در بهار و پاییز انجام می‌شود
نام انگلیسی گیاه شمعدانی از میوه کپسول مانند برخی گونه‌های آن مشتق شده است.
گونه‌های شمعدانی یک مکانیزم متمایز برای انتشار دانه دارند. این شامل یک ستون لوله مانندی است که در بهار هنگامی که دانه‌های رسیده باشند و بذرها را از فاصله دور انتشار می‌دهد.
کپسول میوه محتوی ۵ سلول است که هر کدام حاوی بذرها هستند و بذرها به یک ستون تولید شده از مرکز گلهای قدیمی متصل شده‌اند
آفت گیاه شمعدانی لارو گونه‌های پولک بالان مثل قهوه‌ای دم و پروانه ماوس است.

## گونه‌ها
تعدادی از گونه‌های شمعدانی برای استفاده باغبانی و محصولات دارویی کشت می‌شوند. برخی از گونه‌های معمول عبارتند از:
| - Geranium cinereum - Geranium clarkei (Clark's geranium) - Geranium dalmaticum - Geranium endressii (Endres's cranesbill) - Geranium fremontii (Fremont's geranium) - Geranium himalayense, often sold under Geranium grandiflorum - Geranium ibericum (Caucasus geranium), - Geranium macrorrhizum (bigroot cranesbill or bigroot geranium) - Geranium maculatum (wild geranium) - Geranium maderense (giant herb robert) | - Geranium × magnificum (showy geranium) - Geranium phaeum - Geranium platypetalum (broad-petaled geranium) - Geranium pratense (meadow cranesbill) - Geranium psilostemon (Armenian cranesbill) - Geranium renardii (Renard geranium) - Geranium sanguineum (bloody cranesbill) - Geranium subcaulescens (grey cranesbill) - شمعدانی جنگلی (wood cranesbill) |

همه گونه‌های ذکر شده چند ساله و در زمستان‌های سخت می‌توانند رشد کنند و گل‌های جذاب و شاخ و برگ در بیاورند.
گسترش بعضی از گونه‌ها با کمک ریزوم است؛ که در مناطق سایه – آفتاب به خوبی رشد می‌کنند و همچنین در خاک خشک با قابلیت نگهداری رطوبت و غنی از هوموس به خوبی رشد می‌کند
گونه‌هایی که برای گل‌ها و شاخ و برگ کشت می‌شوند (جنبه زینتی دارند):G. argenteum, G. eriostemon, G. farreri, G. nodosum, G. procurrens, G. pylzowianum, G. renardii, G. traversii, G. tuberosum, G. versicolor, G. wallichianum and G. wlassovianum.
برخی از گونه‌ها در مناطقی که زمستان سخت ندارند می‌توانند در باغ‌های صخره‌ای هم رشد کنند.

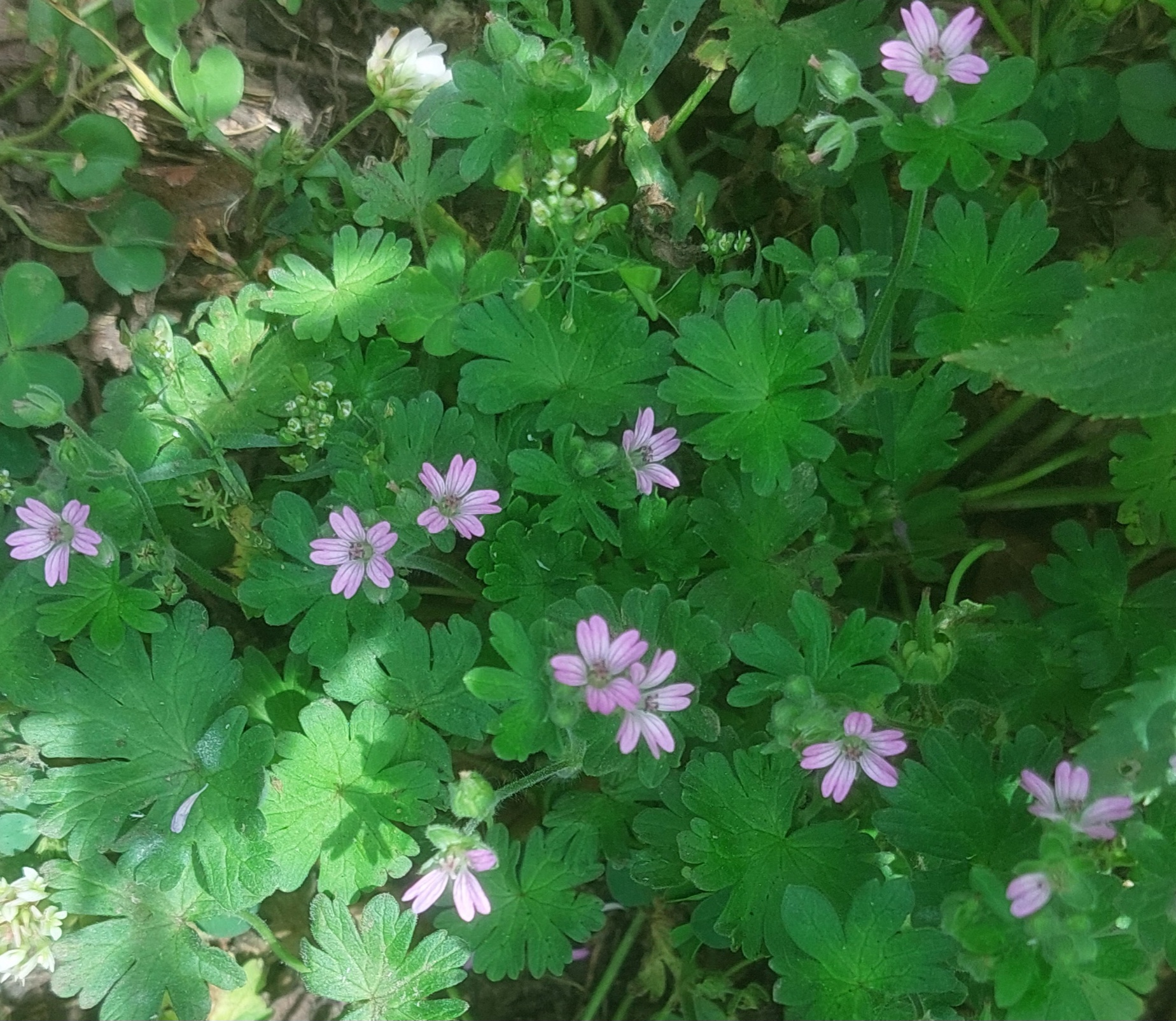
سوزن چوپان پاکبوتری

## نگارخانه

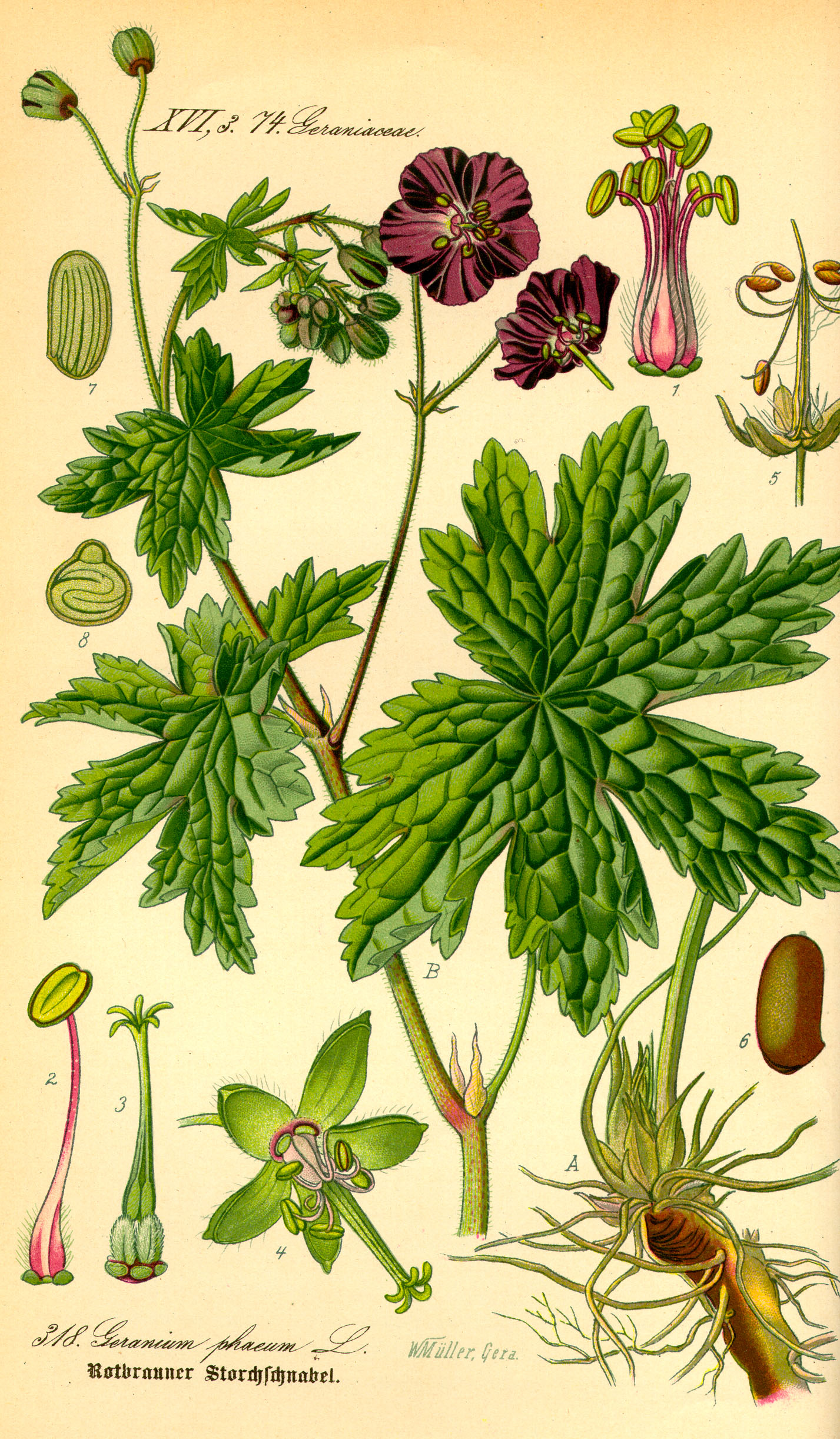
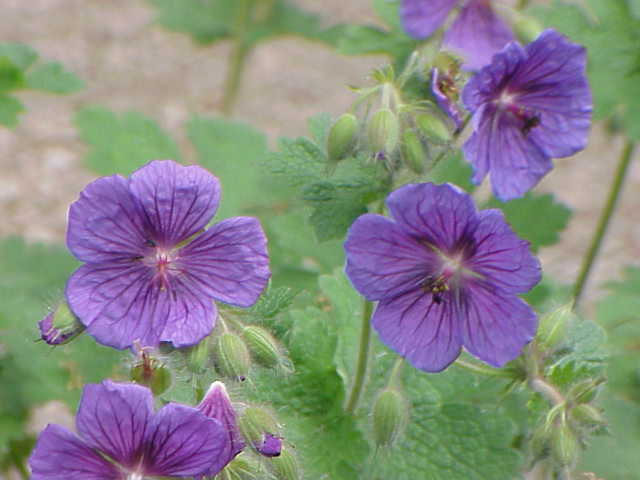
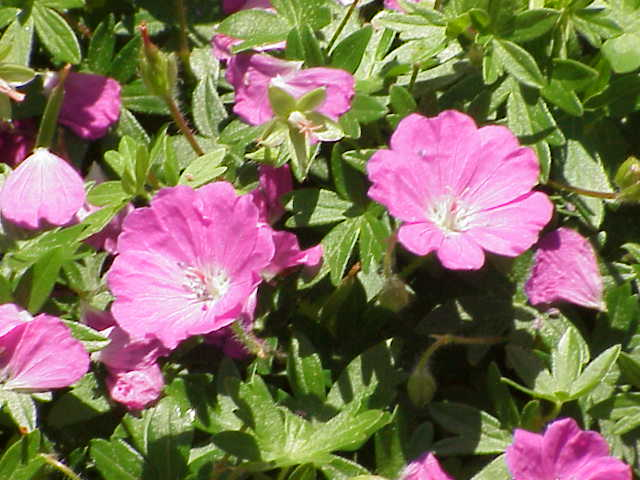
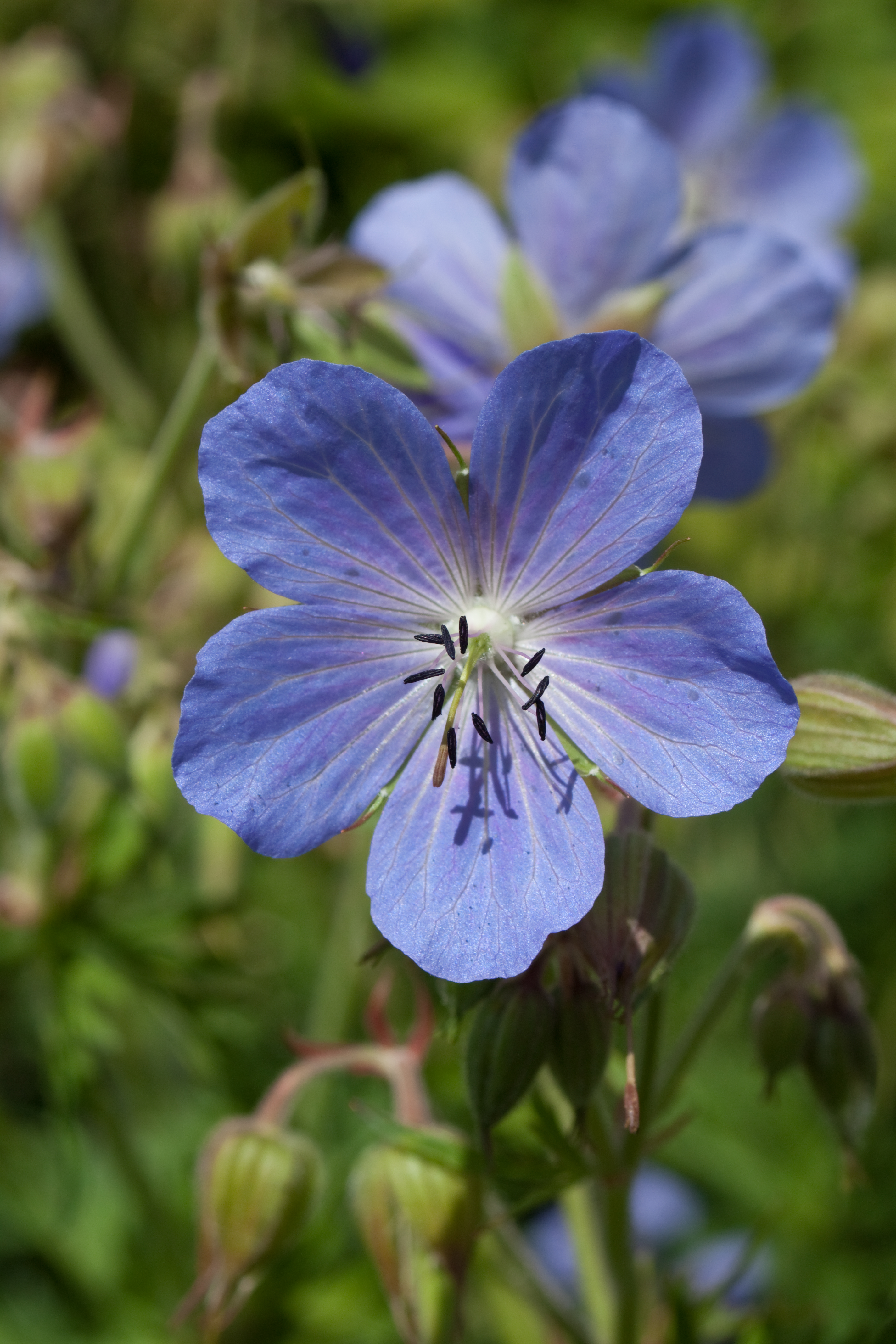
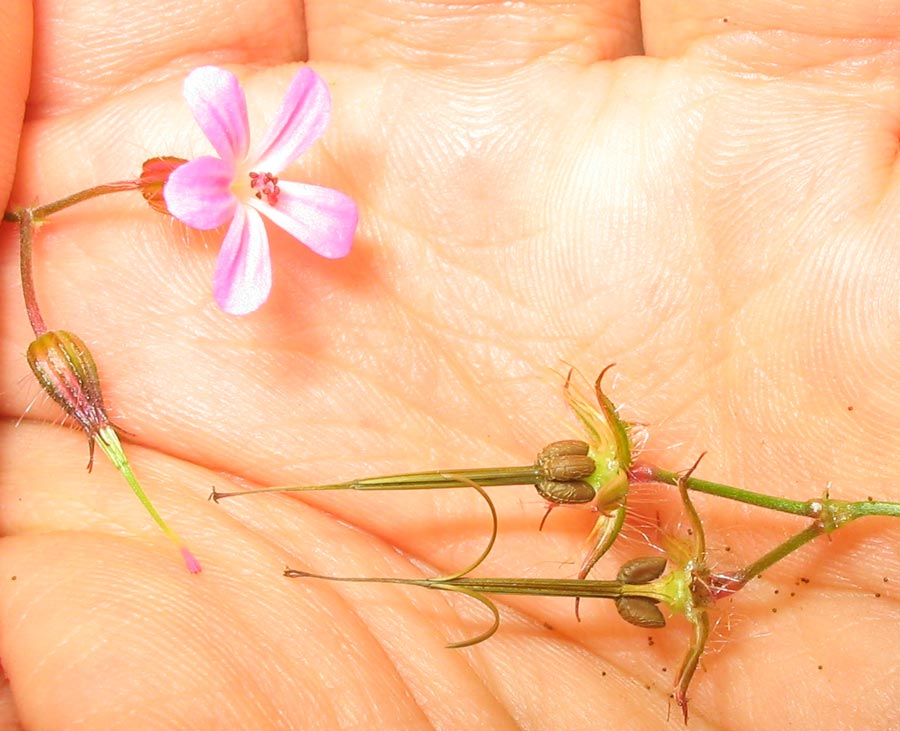
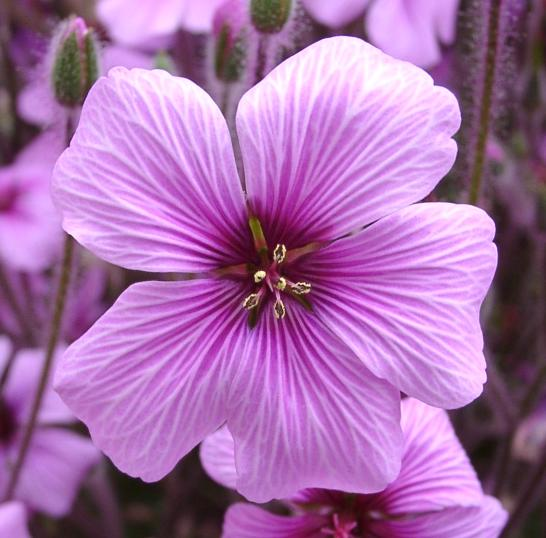
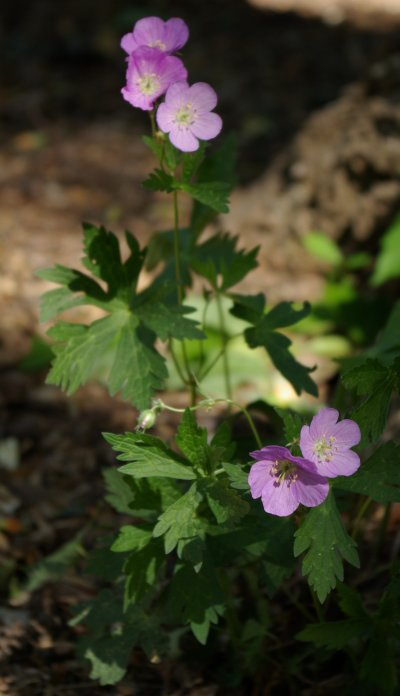
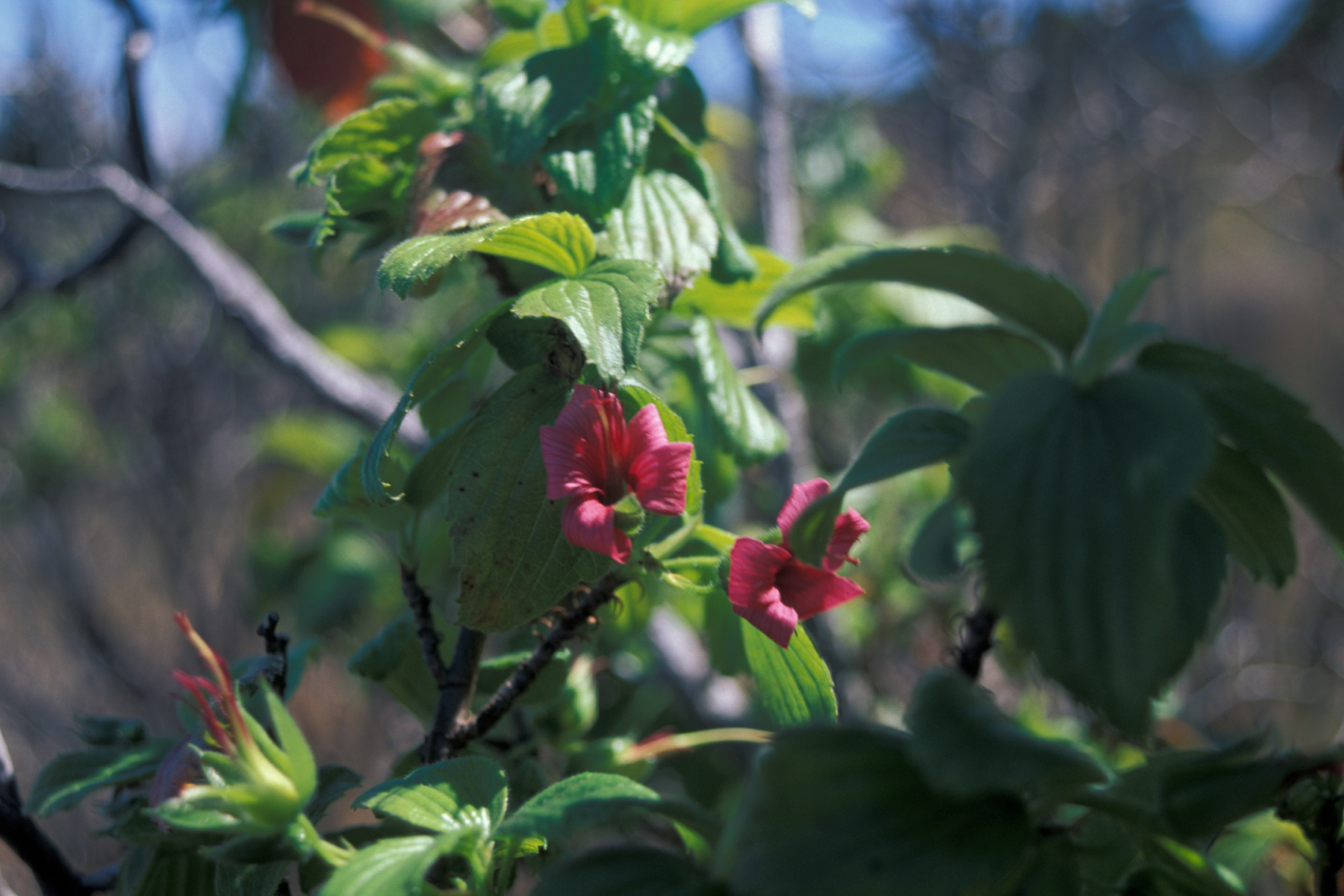